# Липецк (хоккейный клуб)
«Липецк» — команда по хоккею с шайбой из города Липецка. В настоящее время выступает в Национальной молодёжной хоккейной лиге.

## История
Основан в 1979 году. До 1980 года команда носила название «Металлург». 1980—1992 — «Трактор». 1992—1994 — «Русский вариант». С 6 августа 1994 года носит название «Липецк». В сезонах 1980—1982 выступала в классе Б. После расформирования последнего (1982) по административному принципу (как имеющая хорошие условия для игр) попала во 2 Лигу чемпионата СССР, где и играла до сезона 1991—1992. В сезонах 1992-93 и 1993-94 выступал под названием «Русский Вариант». В августе 1994 года создано муниципальное учреждение Хоккейный клуб «Липецк». С 1995 года ХК «Липецк» занимает лидирующие позиции в высшей лиге, три года подряд участвует в переходных турнирах за одну из путёвок в суперлигу.
В сезоне 1997—1998 команда завоевала звание победителя Первенства России, одержав в 22 играх 14 побед, при пяти ничьих и трёх поражениях.
В сезоне 1998—1999 ХК «Липецк» впервые участвует в первенстве 22 сильнейших команд страны. В год своего дебюта под руководством Семыкина В. И. клуб занимает 11-е место и попадает в финальную стадию плей-офф, где уступает тольяттинской «Ладе». Через год ХК «Липецк» покидает Суперлигу.
Несмотря на то, что по итогам сезона 2005/2006 ХК Липецк вышел в плей-офф высшей лиги, учредители по финансовым причинам приняли решение отказаться от выступления в высшей лиге чемпионата-2006/07, клуб опустился в первую лигу.
30 июня 2010 года ХК «Липецк» был принят в ВХЛ, но затем команда отказалась от участия по финансовым причинам и 22 июля была исключена из лиги.
В сезоне 2010—2011 клуб выступал в зоне «Центр» первенства России по хоккею с шайбой среди клубных команд регионов.
Сезоны 2011/2012 и 2012/2013 годов команда провела в Российской хоккейной лиге.
30 мая 2013 года в Санкт-Петербурге ХК «Липецк» единогласно приняли в состав участников ВХЛ сезона 2013—2014.
20 июня 2015 года ХК «Липецк» отказался от участия в чемпионате ВХЛ из-за отсутствия необходимого финансирования. Клубу удалось лишь сохранить свою команду в Молодежной хоккейной лиге (группе «Б») под названием МХК «Липецк» (в 2013 году она получила название «Эльта»). В городе продолжает работу специализированное отделение хоккея спортивной школы олимпийского резерва № 11.

## Достижения
Кубок РСФСР по хоккею с шайбой
- Обладатель (2): 1990, 1991

## Результаты выступлений
Чемпионат СССР по хоккею с шайбой
- 1980/81 класс Б — 8-е место
- 1981/82 класс Б — 5-е место
- 1982/83 2 лига — 11-е место
- 1983/84 2 лига — 9-е место
- 1984/85 2 лига — 7-е место
- 1985/86 2 лига — 11-е место
- 1986/87 2 лига — 6-е место (во 2-й зоне)
- 1987/88 2 лига — 9-е место
- 1988/89 2 лига (Запад) — 5-е место в переходном турнире
- 1989/90 2 лига (Запад) — 2-е место
- 1990/91 2 лига (Запад) — 7-е место

Чемпионат СНГ по хоккею с шайбой
- 1991/92 2 лига (Запад) — 14-е место

Чемпионат России по хоккею с шайбой
- 1992/93 открытый чемпионат России — 8-е место (II-й этап. Зона Запад-Центр)
- 1993/94
- 1995/96 высшая лига (Запад) — 4-е место в финальном турнире четырех
- 1997/98 высшая лига (Запад) — 1-е место
- 1998/99 Супер Лига — 11-е место (выход в плей-офф Лада Тольятти — ХК Липецк 3:0 в первом раунде)
- 1999/00 Супер-Лига — 19-е место
- 2000/01 высшая лига (Запад) — 5-е место
- 2001/02 высшая лига (Запад) — 6-е место (финальный турнир)
- 2002/03 высшая лига (Запад) — 5-е место
- 2003/04 высшая лига (Запад) — 10-е место
- 2004/05 высшая лига (Запад) — 10-е место
- 2005/06 высшая лига (Запад) — 7-е место (выход в плей-офф Амур Хабаровск — ХК Липецк в первом раунде 3:0)
- 2006/07 первая лига (центр) — 3-е место
- 2007/08 первая лига (центр) — 2-е место
- 2008/09 высшая лига (центр) — 8-е место (выход в плей-офф ХК Рязань — ХК Липецк 3:1 в первом раунде)
- 2009/10 высшая лига (центр) — 8-е место (выход в плей-офф Титан (Клин) — ХК Липецк)
- 2010/11 Первенство России среди клубных команд регионов — 2-е место

2011/12 РХЛ (Запад) — 4-е место в Регулярном чемпионате (выход в плей-офф) ХК Кристалл — ХК Липецк 3:2 в первом раунде); итоговое 5-е место
- 2012/13 РХЛ (Запад) — 2-е место в Регулярном чемпионате (выход в плей-офф) Полуфинал. Хк Липецк — Хк Мордовия (счёт в серии 2:3 в пользу Мордовии)
- 2013/14 ВХЛ — 23-е место в Регулярном чемпионате (невыход в плей-офф)
- 2014/15 ВХЛ — 5-е место в Регулярном чемпионате (выход в плей-офф) 1/8 финала. ХК Липецк — Ермак Ангарск (счёт в серии 1:4 в пользу Ермака)

## Главные тренеры
- Куликов, Виктор Алексеевич (1979—1980)
- Фоменков, Валерий Иванович (1980—1982)
- Елизаров, Владимир Николаевич (1982—1983)
- Мингалеев, Халим Салимович (1983—1987)
- Галямин, Олег Алексеевич (1987—1991)
- Стаканов, Николай Николаевич (1991—1992)
- Соларев, Владимир Николаевич (1992—1995)
- Мингалеев, Халим Салимович (1995—1996)
- Соловьёв, Николай Дмитриевич (1996—1997)
- Семыкин, Виктор Иванович (1997—1999)
- Зарубин, Александр Максимович (1999)
- Карый, Сергей Валерьевич (1999—2000)
- Иванов, Валерий Николаевич (2000—2001)
- Зачёсов, Александр Петрович (2001—2002)
- Сырцов, Геннадий Николаевич (2002—2003)
- Сухарев, Сергей Николаевич (2003—2005)
- Семыкин, Виктор Иванович (2005—2010)
- Сухарев, Сергей Николаевич (2010—2012)
- Олейник, Валерий Андреевич (2012—2014)
- Лунёв, Андрей Алексеевич (2014—2015)

## Стадион
Дворец Спорта «Звёздный»

## Известные хоккеисты
- Владислав Пустовалов — лучший бомбардир за историю клуба: 858 игр, 233 заброшенные шайбы[7].